# كريم الصياد
كريم الصياد (30 نوفمبر 1981) هو أستاذ مساعد بقسم الفلسفة، كلية الآداب، جامعة القاهرة.

## مؤهلاته العلمية
1. الماجستير الممتاز من كلية الآداب، جامعة القاهرة، في فلسفة الحق الإسلامية.[2]
2. الدكتوراه بمرتبة الشرف الأولى من جامعة كولونيا، ألمانيا الاتحادية، في الهرمنيوطيقا الإسلامية.[2]
3. الدكتوراه بمرتبة الشرف الأولى من جامعة القاهرة، في فلسفة الموسيقى.[3]

## أعماله

### في الأدب
1. الأَمْر، ديوان شعر، دار اكتب للطباعة والنشر والتوزيع، القاهرة، 2007.[4]
2. منهجٌ تربويٌّ مقترَحٌ لِفاوست، ديوان شعر، دار شمس للنشر والإعلام، القاهرة، 2009.[5]
3. ن= ∞ ف، رواية، دار شمس للنشر والإعلام، القاهرة، 2010.
4. الرجال-Y، مجموعة قصصية، دار شمس للنشر والإعلام، القاهرة، 2010، وطبعة ثانية معدّلة إلكترونية 2018.
5. صِدام الحفريات، مجموعة روائية، دار اكتب للطباعة والنشر والتوزيع، القاهرة، 2012.
6. آلهةُ الغسَق، ديوان شعر، دار شرقيات، القاهرة، 2015.
7. نادي الانتحار، رواية، دار نيوبوك للنشر والتوزيع، القاهرة، 2020.

### في الفلسفة
1. اثنتا عشرة عينًا على مَشهد التسلُّط، (تحرير ومشاركة)، منشورات الجمعية الفلسفية المصرية، دار الهاني للطباعة والنشر، القاهرة، 2008.
2. نظرية الحق، دراسة في فلسفة القانون والحق الإسلامية، مركز الكتاب للنشر، القاهرة، 2015.[6]
3. مرايا الأنا ونافذة الآخَر، دراسات في الفكر العربي المعاصر، دار نيوبوك للنشر والتوزيع، القاهرة، 2020.[7]
4. عِلم وجود تفسير القرآن- مقارَبَة ظاهراتية لمناهج التفسير الإسلامية (باللغة الألمانية). نشرت بقسم النشر العلمي- جامعة كولونيا- ألمانيا الاتحادية- 2018.

### في الترجمة
1. النظام المتغيّر، دراسة في الديمقراطية، لأوسكار لوفل تريجز (ترجمة)، مركز جامعة القاهرة للغات الأجنبية والترجمة التخصصية، 2012.
2. مقدمة إلى مبادئ الأخلاق والتشريع، لجيريمي بنتام (ترجمة)، مركز جامعة القاهرة للغات الأجنبية والترجمة التخصصية، 2013.
3. السيكوبوليتيكا- النيوليبرالية وتقنيات القوة الجديدة لبيونج-شول هان، دار مؤمنون بلا حدود، 2021.[8]

## الجوائز
1. جائزة النقد الموسيقي من المجلس الأعلى للثقافة بالقاهرة، 2016.[9]
2. جائزة الدكتور عاطف العراقي، كلية الآداب، ج القاهرة، 2006.
3. جائزة الدكتور زكي نجيب محمود، كلية الآداب، ج القاهرة، 2006.
4. جائزة السيدة عصمت قنديل، كلية الآداب، ج القاهرة، 2006.
5. جائزة البروفيسور أندريه لالاند، كلية الآداب، ج القاهرة، 2006.
6. جائزة الشيخ مصطفى عبد الرازق، كلية الآداب، ج القاهرة، 2007.
7. جائزة الشيخ مصطفى عبد الرازق (للمرة الثانية)،كلية الآداب، ج القاهرة، 2008.
8. جائزة المعيد المثالي، نادي أعضاء هيئة التدريس-ج القاهرة، 2008.
9. جائزة زكي نجيب محمود للبحث الحاصل على تقدير ممتاز في مناهج البحث، 2012.
10. جائزة أفضل رسالة ماجستير على مستوى جامعة القاهرة- 2013.[10]